# Paliavana prasinata
Paliavana prasinata é uma espécie de planta  da família Gesneriaceae.  É nativa e endêmica do Brasil, encontrada na região de Mata Atlântica.

## Taxonomia
O táxon foi descrito oficialmente em 1876 por George Bentham e Joseph Dalton Hooker. 
A espécie havia sido descrita anteriormente sob o basiônimo Gesneria prasinata (gênero Gesneria) em 1820 por John Bellenden Ker Gawler. 

### Links externos para sinônimos
- Documentos sobre Gesneria prasinata na Biodiversity Heritage Library